# Гагиев, Гирихан Аюпович
Гириха́н Аю́пович Га́гиев (ингуш. Гаьгенаькъан Аюпа Гирихан; 14 апреля 1945, Акмолинск — 24 июня 2015, Назрань, Ингушетия) — ингушский советский и российский поэт, драматург, переводчик. Народный поэт Республики Ингушетия. Лауреат премии Всемирного Артийского комитета «Человек мира — 2002».

## Биография
Родился в городе Акмолинске Казахской ССР в годы депортации февраля 1944 года в многодетной семье Аюпа Эльбердовича, работника Акмолинской заготконторы.
В 1957 году их семья переезжает в Назрань, где в 1964 году Гирихан Гагиев окончил среднюю школу № 1. Затем, несколько лет работает в редакции районной газеты «Путь Ленина». В 1970 году Гирихан Гагиев устраивается на работу в Гостелерадио Чечено-Ингушетии и переезжает в г. Грозный. С 1971 по 1973 год проходил службу в рядах советской армии. После службы зачисляется на учёбу в Чечено-Ингушский государственный университет и в 1975 году оканчивает его на вечернем отделении. В разные годы был участником пятого и шестого Всесоюзных совещаний молодых писателей.
В 1974 году был в составе одной из первых официальных делегаций в Федеративную Республику Германия.
В 1976 году в возрасте 31 год Гирихан Гагиев становится членом Союза писателей СССР. В 1991—1993 годах проходил учёбу на Высших литературных курсах при Союзе писателей СССР.
Во время военных действий в Чечне с 1994 года Гирихан Гагиев два года вынужденно находился в укрытии среди гражданского населения в подвалах Грозного. Там, в результате артобстрела города, поэт потерял своего брата. Во время войны также было потеряно имущество поэта, включая рукописи его неизданных работ.

## Творческая деятельность
Гирихан Гагиев поэзией увлекся ещё в школьные годы. Первая публикация его стихов состоялась 16 февраля 1964 года в Назрановской районной газете «Путь Ленина», и подборка стихов начиналась с предисловия редактора газеты Микаила Зангиева «Гирихан взялся за перо». В том же году на республиканском литературно—краеведческом конкурсе Гирихан Гагиев получил первое место за цикл стихов о Назрани.
С 1964 года стихи, сказки и поэмы Гирихана Гагиева печатаются на страницах как ингушских республиканских печатных изданий (газета «Сердало», альманах «Утро гор», журнал «Литературная Ингушетия»), так и в таких центральных изданиях, как журналы «Дон», «Октябрь», «Подъем», «Дружба народов», «Пионер», «Мурзилка», «Колобок» и др. Кроме того, произведения Гагиева печатались и в таких еженедельниках, как «Литературная Россия», «Собеседник», «Семья», «Сын Отечества».
В первом номере журнала «Литературная Ингушетия» за 1997 год был опубликован большой цикл стихов Гагиева под названием «Ингушетия в огне», посвященный кровавым событиям осени 1992 года в Пригородном районе. Этот журнал разошелся по разным странам и многие люди за рубежом впервые узнали об этой трагедии из стихов Гагиева. Стихи вскоре были переведены на 16 языков мира.
Кроме того, и другие стихи Гирихана Гагиева переводились не только на русский, но и на чеченский, украинский, венгерский, казахский, киргизский, аварский, кумыкский и балкарский языки.
Стихи Гагиева легли в основу многих песен, созданных ингушскими композиторами. Наиболее известные среди них: «Назрановский вальс», «Гучаяла» («Покажись»), «Сона дезац дошо гувнаш» («Мне не нужны золотые холмы») и другие. На текст его стихотворения «Моя нана спит» тремя композиторами — Раей Евлоевой, Русланом Зангиевым и Айной Гетагазовой созданы сразу три песни.
Гирихан Гагиев сам также занимался переводами произведений. Так, в той же «Литературной Ингушетии» были опубликованы переводы стихов А. С. Пушкина, осуществленных им к 200-летнему юбилею поэта. Издан переведенный Гагиевым на ингушский язык сборник стихов чилийского поэта Пабло Неруды, подготовлены к изданию отдельной книгой переводы стихов А. С. Пушкина, Кайсына Кулиева, Раисы Ахматовой и других.
За 35 лет творческой деятельности Гирихана Гагиева опубликовано 18 сборников, четыре из них в московских изданиях. Поэтические строки Гагиева Гирихана также были помещены в сборнике «Антология поэтов Северного Кавказа», изданном в Пятигорске.

## Награды
С 2000 года Гирихан Гагиев являлся Почетным гражданином города Назрань.
В 2001 году Указом Президента Республики Ингушетия присвоено почетное звание «Народный поэт Ингушетии».
В 2003 году Гирихан Гагиев стал лауреатом премии «Человек мира — 2002» от Всемирного Артийского комитета и Всемирной Ассамблеи общественного признания.

### Произведения Гирихана Гагиева

#### на русском языке
- Гагиев Гирихан. Тополя в цвету. Сборник стихов. — Грозный: Чечено-Ингушское книжное издательство, 1969.
- Гагиев Гирихан. Первый лист. Стихи. — Москва: «Детская литература», 1973.
- Гагиев Гирихан. Орел над скалой. Стихи и поэма. Перевод с ингушского Даниила Долинского. — Грозный: Чечено-Ингушское книжное издательство, 1976.
- Гагиев Гирихан. От души. Стихи. Перевод ингушского. — Москва: «Советский писатель», 1984.
- Гагиев Гирихан. Утренние деревья. Стихотворения. Перевод с ингушского Виктора Лапшина.. — Москва: «Современник», 1988.
- Гагиев Гирихан. Волшебная палочка. — Москва: «Малыш», 1989.
- Гагиев Гирихан. Молитва родному краю. Стихи разных лет. — Назрань, 2001.
- Гагиев Гирихан. Поэзия ингушских пословиц. Перевод Г.Гагиева. — Назрань, 2002.
- Гагиев Гирихан. Поэтические произведения в трех томах. Стихи разных лет.Том 1-Ш. — Нальчик: «Эльфа», 2002.

#### на ингушском языке
- Гагиев Гирихан. Маьлха кӏала. Стихотворенеши поэмаши. — Грозный: Чечено-Ингушское книжное издательство, 1971.
- Гагиев Гирихан. Хоза моза. Стихаш. — Грозный: Чечено-Ингушское книжное издательство, 1977.
- Гагиев Гирихан. Ловца. Стихотворенеш. — Грозный: Чечено-Ингушское книжное издательство, 1978.
- Гагиев Гирихан. Догӏа халхадувл. Стихотворенеши фаьлгаши. — Грозный: Чечено-Ингушское книжное издательство, 1979.
- Гагиев Гирихан. Боалашта зиза техад. Стихаш.. — Грозный: Чечено-Ингушское книжное издательство, 1981.
- Гагиев Гирихан. Керттерадар. Стихотворенеши поэмеи. — Грозный: Чечено-Ингушское книжное издательство, 1983.
- Гагиев Гирихан. Вахара цӏай. Стихотворенеши поэмеи. — Грозный: Чечено-Ингушское книжное издательство, 1987.
- Гагиев Гирихан. Хоза моза. Стихаш. — Назрань, 2001.
- Гагиев Гирихан. Хьоца. Стихаш. — Назрань, 2001.
- Гагиев Гирихан. Поэзе гуллам. Том I—IV. — Нальчик: «Эльфа», 2004.